# هراخولوسکی (ناحیه پراخاتیتسه)
هراخولوسکی (به چکی: Hracholusky) یک منطقهٔ مسکونی در جمهوری چک است که در ناحیه پراخاتیتسه واقع شده‌است. هراخولوسکی ۲۱٫۳۴ کیلومتر مربع مساحت و ۴۸۱ نفر جمعیت دارد و ۴۹۶ متر بالاتر از سطح دریا واقع شده‌است.